# Bistum Marsabit
Das Bistum Marsabit (lat.: Dioecesis Marsabitensis) ist eine in Kenia gelegene römisch-katholische Diözese mit Sitz in Marsabit.

## Geschichte
Das Bistum Marsabit wurde am 25. November 1964 durch Papst Paul VI. mit der Apostolischen Konstitution Arcana Isaiae aus Gebietsabtretungen des Bistums Nyeri errichtet und dem Erzbistum Nairobi als Suffraganbistum unterstellt. Am 21. Mai 1990 wurde das Bistum Marsabit dem Erzbistum Nyeri als Suffraganbistum unterstellt. Das Bistum Marsabit gab am 15. Juni 2001 Teile seines Territoriums zur Gründung des Bistums Maralal ab.

## Bischöfe von Marsabit
- Charles Maria Cavallera IMC, 1964–1981
- Ambrogio Ravasi IMC, 1981–2006
- Peter Kihara Kariuki IMC, seit 2006